# Payera homolleana
Payera homolleana är en måreväxtart som först beskrevs av Alberto Judice Leote Cavaco, och fick sitt nu gällande namn av P. Buchner och Christian Puff. Payera homolleana ingår i släktet Payera och familjen måreväxter.
Artens utbredningsområde är Madagaskar. Inga underarter finns listade i Catalogue of Life.